# حقيقة الحقائق
حقيقة الحقائق: هي المرتبة الإنسانية الكاملية الإلهية الجامعة لجميع الحقائق المراتب، وهي المسماة بحضرة الجمع، وبأحدية الجمع، وبمقام الجمع، ذكره الشيخ دمرداش في كتاب الحقائق. وقال التونسي: حقيقة الحقائق المرتبة الأحدية الجامعة لجميع الحقائق، وتسمى حضرة الجمع وحضرة الوجود.
عند الصوفية هي الجمع. وعن الشيخ عبد الرزاق الكاشي: إنّ حقيقة الحقائق هي الذّات الأحدية الجامعة لجميع الحقائق، وتلك التي تدعي حضرة الجمع وحضرة الوجود.

## روابط خارجية
https://ontology.birzeit.edu/